# Десета јесења изложба (1937)
Десета јесења изложба сликарских и вајарских радова београдских уметника одржала се у новембру 1937. године. Изложба је отворена у Уметничком павиљону „Цвијета Зузорић” у Београду, под покровитељством тадашњег градоначелника Владе Илића.

## Оцењивачки одбор
- Зора Петровић
- Јован Бијелић
- Сретен Стојановић
- Иван Радовић
- Петар Лубарда

## Излагачи
1. Валтер Алберти
2. А.Г. Балаж
3. Босиљка Беложански
4. Сташа Беложански
5. Милица Бешевић
6. Никола Бешевић
7. Јован Бијелић
8. Марко Брежанин
9. Селимир Борбуновић
10. Душан Влајић
11. Анка Вотрубец Стојановић
12. Михајло Вукотић
13. Милош Вушковић
14. Недељко Гвозденовић
15. Драгомир Глишић
16. Милош Голубовић
17. Никола Граовац
18. Рихард Дебењак
19. Милка Ђаја
20. Радмила Ђорђевић
21. Љуба Ивановић
22. Мара Јелесић
23. Младен Јосић
24. Илија Коларевић
25. Милан Коњовић
26. Александар Кумрић
27. Лазар Личеноски
28. Милица Лозанић
29. Петар Лубарда
30. Љубица Луковић
31. Јосип Мајзнер
32. Ана Маринковић
33. Милан Маринковић Милмар
34. Алфреда Марковић
35. Фран Менегело Динчић
36. Јокица Миличић
37. Предраг Милосављевић
38. Живорад Михајловић
39. Живорад Настасијевић
40. Лепосава Павловић
41. Зора Петровић
42. Миодраг Петровић
43. Јелисавета Петровић
44. Васа Поморишац
45. Иван Радовић
46. Ђуро Радоњић
47. Станка Радоњић Лучев
48. Грета Рико
49. Тома Росандић
50. Здравко Секулић
51. Стеван Станковић
52. Боривоје Стевановић
53. Ристо Стијовић
54. Братислав Стојановић
55. Сретен Стојановић
56. Светислав Страла
57. Иван Табаковић
58. Михајло Томић
59. Коста Хакман
60. Сабахадин Хоџић
61. Јосип Цар
62. Милица Чађевић